# Cezar Coșniță
Cezar Coșniță (n. 1910 la Adjud – d. 1962) a fost un matematician român, cu preocupări în domeniul geometriei sintetice. Este cunoscut printr-o teoremă geometrică care îi poartă numele.

## Biografie
Urmează școala primară în orașul natal, iar cursurile secundare la Bârlad (1922 - 1929).
În 1932 obține licența în matematică după finalizarea studiilor la Universitatea din București.
În 1947 obține doctoratul în matematică.
În perioada 1932 - 1934 urmează Institutul Pedagogic, unde și-a însușit metodica de predare necesară unui profesor.
În 1934 devine profesor la Liceul de la Mănăstirea Dealu, iar în 1937 intră la Liceul Unirea din Focșani, ca în 1939 să revină la București la Liceul Sf. Sava.
Simultan este asistent la Universitatea Politehnica din București iar în perioada 1947 - 1952 membru al Societății Gazeta matematică. 
În perioada 1951 - 1953 lucrează la Institutul Gospodăriilor Comunale din București, apoi este conferențiar la Institutul de Construcții.

## Activitate științifică
În teza de doctorat: Curbe și suprafețe analagmatice a studiat proprietățile acestora, demonstrând o serie de teoreme legate de acest domeniu.
De asemenea, a studiat proprietățile funcționale ale curbelor plane; diferite curbe în coordonate baricentrice, studiu apreciat de Dimitrie Pompeiu.
A studiat diferite proprietăți ale unor transformări pătratice și a făcut un studiu geometric al involuțiilor.
În domeniul geometriei analitice a stabilit o serie de teoreme privind parabolele înscrise într-un triunghi.
A studiat substituțiile omografice; unele ecuații cu derivate parțiale; rezolvarea unor ecuații cu ajutorul identităților; proprietățile unor triunghiuri omologice; proprietățile triunghiurilor antipodare.

## Scrieri
- 1950: Geometrie analitică
- 1950: Exerciții de geometrie analitică
- 1962: Culegere de probleme de matematică
- 1963: Culegere de probleme de geometrie analitică
- 1966, 1968: Culegere de probleme pentru examenele de maturitate și admitere în învățământul superior.

A publicat și manuale școlare, articole și memorii de specialitate.